# Saaristattus tropicus
Saaristattus tropicus är en spindelart som beskrevs av Logunov, Azarkina 2008. Saaristattus tropicus ingår i släktet Saaristattus och familjen hoppspindlar. Inga underarter finns listade i Catalogue of Life.